# Бреретон, Уильям, 1-й барон Бреретон
Сэр Уильям Бреретон (англ. Sir William Brereton; 1550 — 1 октября 1631) — английский аристократ, 1-й барон Бреретон в пэрстве Ирландии с 1624 года. В 1597, 1614 и 1621 годах избирался в Палату общин Англии.

## Биография
Уильям Бреретон принадлежал к старинному и влиятельному рыцарскому роду из Чешира, представители которого с XII века жили в усадьбе Бреретон и с 1547 года представляли своё графство в Палате общин. Он родился в 1550 году в семье сэра Уильяма Бреретона и Джейн Уорбуртон, спустя всего девять лет потерял отца и формально унаследовал семейные владения. Учился в Оксфордском университете, в 1568 году получил степень бакалавра искусств, в 1569 году стал членом юридической корпорации Линкольнс-Инн. С 1573 года выполнял обязанности мирового судьи в Чешире. В 1581—1582 годах занимал пост верховного шерифа Чешира, в 1588 году сопровождал Роберта Дадли, графа Лестера, в его нидерландской экспедиции и был посвящён графом в рыцари.
Благодаря своему влиянию в Чешире Бреретон избирался в Палату общин как рыцарь от этого графства в 1597, 1614 и 1621 годах. Он получил земли в Ирландии, и 11 мая 1624 года король пожаловал ему титул барона Бреретона из Лейлина, Карлоу; предположительно сэр Уильям заплатил за это в казну 1500 фунтов по существовавшей тогда стандартной ставке. Интересы Бреретона и после этого были сосредоточены главным образом в Чешире.
Барон умер 1 октября 1631 года и был похоронен в Бреретоне. Две трети своих владений он завещал внуку, а остальную треть передал ряду доверенных лиц, чтобы обеспечить доход для дочери. В числе душеприказчиков был его сородич сэр Уильям Бреретон, 1-й баронет.
Сэр Уильям был женат на Маргарет Савадж, дочери сэра Джона Саваджа и Элизабет Меннерс, внучке 1-го графа Ратленда; она принадлежала к ещё одному влиятельному чеширскому семейству. В этом браке родились дочь Мэри (жена Генри О’Брайана, 5-го графа Томонда) и сын Джон. Последний умер раньше отца, так что 2-м бароном Бреретон стал внук 1-го — тоже Уильям.